# Trojanovo (distrikt i Bulgarien, Stara Zagora)
Trojanovo (bulgariska: Трояново) är ett distrikt i Bulgarien.   Det ligger i kommunen Obsjtina Radnevo och regionen Stara Zagora, i den centrala delen av landet, 220 km öster om huvudstaden Sofia.
Trakten runt Trojanovo består i huvudsak av gräsmarker. Runt Trojanovo är det ganska glesbefolkat, med 42 invånare per kvadratkilometer.